# Iguarassua schubarti
Iguarassua schubarti – gatunek kosarza z podrzędu Laniatores i rodziny Stygnidae. Jedyny znany przedstawiciel monotypowego rodzaju Iguarassua.

## Występowanie
Gatunek wykazany z Brazylii.